# Episymploce malaisei
Episymploce malaisei es una especie de cucaracha del género Episymploce, familia Ectobiidae.

## Distribución
Esta especie se encuentra en Myanmar y China.